# غافين هاستينغز
غافين هاستينغز (بالإنجليزية: Gavin Hastings)‏ هو لاعب اتحاد الرغبي بريطاني، ولد في 3 يناير 1962 في إدنبرة في المملكة المتحدة.

## وصلات خارجية
- غافين هاستينغز عل موقع إسبنسكروم (الإنجليزية)
- غافين هاستينغز قاعة قاعة إسكتلندا للمشاهير الرياضية (الإنجليزية)